# Melanie Mettler
Melanie Mettler (Berna, 3 dicembre 1977) è una politica svizzera del Partito Verde Liberale della Svizzera (PVL). Dal 2019 è membro del Consiglio nazionale per il Canton Berna.

## Biografia
Fu membro del Gran Consiglio del Canton Berna da gennaio 2013 a dicembre 2019.
Presentatasi alle elezioni federali del 2019, venne eletta Consigliera nazionale per il Canton Berna con 25 395 voti, ventitreesima tra i candidati eletti più votati del cantone. Alle elezioni federali del 2023 venne confermata risultando la ventunesima eletta più votata con 43 133 preferenze.